# Phil Kenzie
Phil Kenzie is een uit de omgeving van Liverpool afkomstige Britse saxofonist en rock-'n-roll muzikant. Hij is door fans uitgeroepen tot een van de beste rock-'n-roll-saxofonisten aller tijden.

## Carrière
Kenzies eerste band was The Pressmen, waarmee hij o.a. speelde in de Hamburgse Starclub. Zijn eerste eigen album is Unsafe Sax. De band deelde soms de affiches met The Beatles.
Na zijn emigratie naar de Verenigde Staten heeft Kenzie getoerd en opgenomen met The Beatles, The Eagles, Graham Nash, Carly Simon, David Crosby, Black Sabbath, Jackson Browne, Stevie Nicks, Alan Parsons, David Essex, Leo Sayer, Wishbone Ash, Manfred Mann Chapter Three, Annie Lennox, The Pointer Sisters, The Coasters, The Temptations, Rod Stewart, David Bowie, Eric Carmen, America, Vince Gill en Debbie Gibson en Al Stewart.
The Beatles gebruikten Kenzie op hun album Let It Be en hij speelde ook de zinderende saxofoonsolo voor het Eagles-nummer The Long Run van het Eagles Live-album.
Kenzies saxofoon is te horen op de Al Stewart-hitplaat Year of the Cat, met de nadruk op de brug en op Stewarts Time Passages en Song on the Radio.
Als sessiespeler werkte Kenzie mee aan de albums Ride a Rock Horse en One Of The Boys van Roger Daltrey en Band on the Run van Paul McCartney. Hij werkte ook aan zowel de liveshow als de filmversie van The Rocky Horror Picture Show. Hij speelde ook op de sessies voor het album Legend van Poco, in het bijzonder op hun nummer Heart of the Night. De afspraak om met Poco te werken was te danken aan het feit dat de band Steve Chapman en Charlie Harrison (twee eerdere Al Stewart-muzikanten) had ingehuurd. Chapman verliet later Poco en werd de manager van Stewart.
In totaal heeft Kenzie gespeeld op negentien met goud en platina gecertificeerde albums.
In januari 2015 bracht Kenzie een nieuwe cd uit en begon zijn S.O.S.S. (Save Our Sax Solo) tournee op de 15e in Jazziz Nightlife in Boca Raton in Florida.
- Bibliothèque nationale de France: cb14193078d (data)
- Gemeinsame Normdatei: 134425014
- International Standard Name Identifier: 0000 0000 5519 1837
- MusicBrainz: 240f2150-a6f0-411a-9216-1028f0d96573
- Nationale Bibliotheek van Tsjechië: xx0181338
- Virtual International Authority File: 277149106235568491886